# Dicyathifer mannii
Dicyathifer mannii is een tweekleppigensoort uit de familie van de Teredinidae. De wetenschappelijke naam van de soort is voor het eerst geldig gepubliceerd in 1866 door Wright.